# ایتربیئک
شهر ایتربیئک (به فرانسوی: Etterbeek) در شهرستان بروکسل در منطقه بروکسل در کشور بلژیک واقع شده‌است.

## نگارخانه

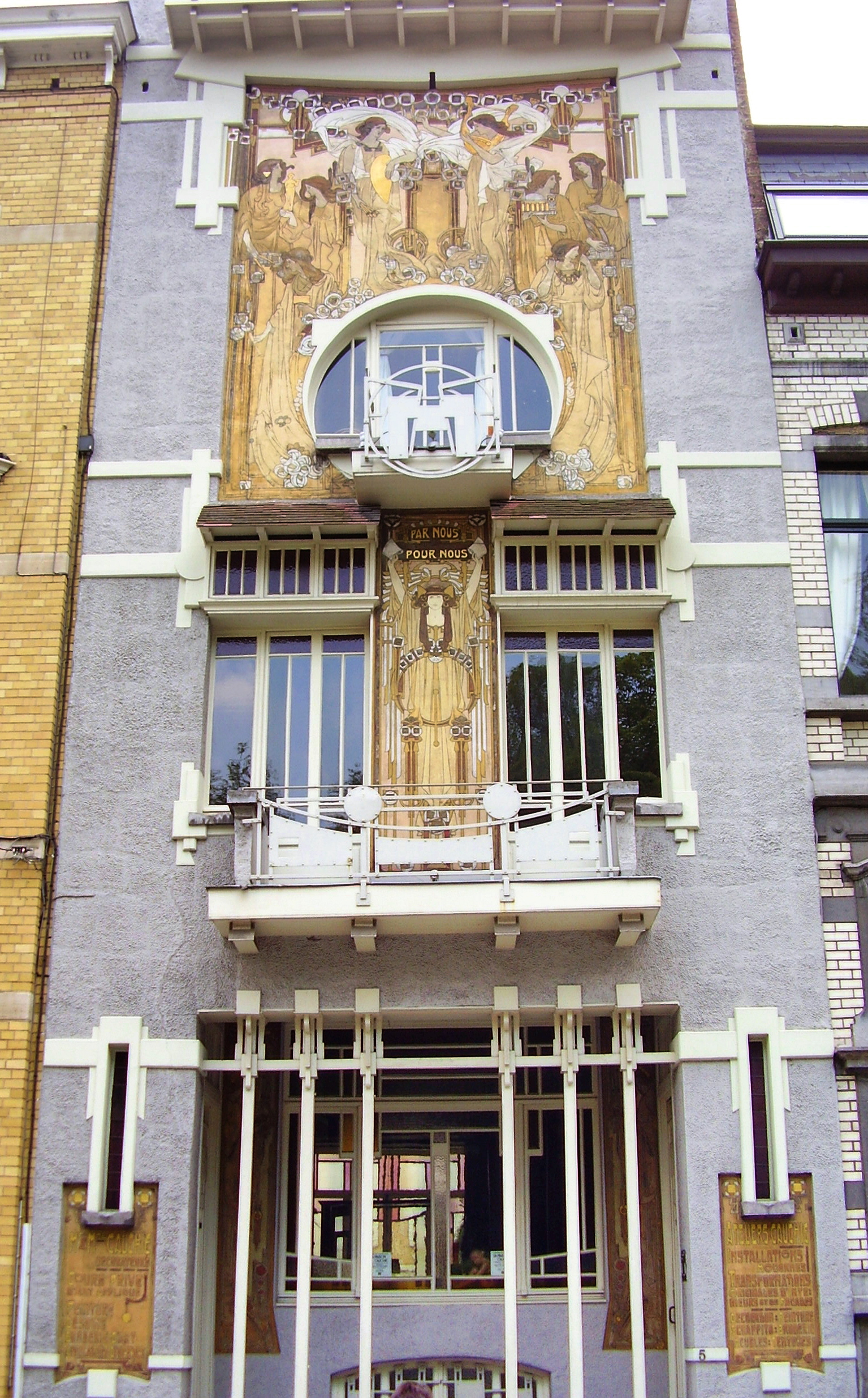
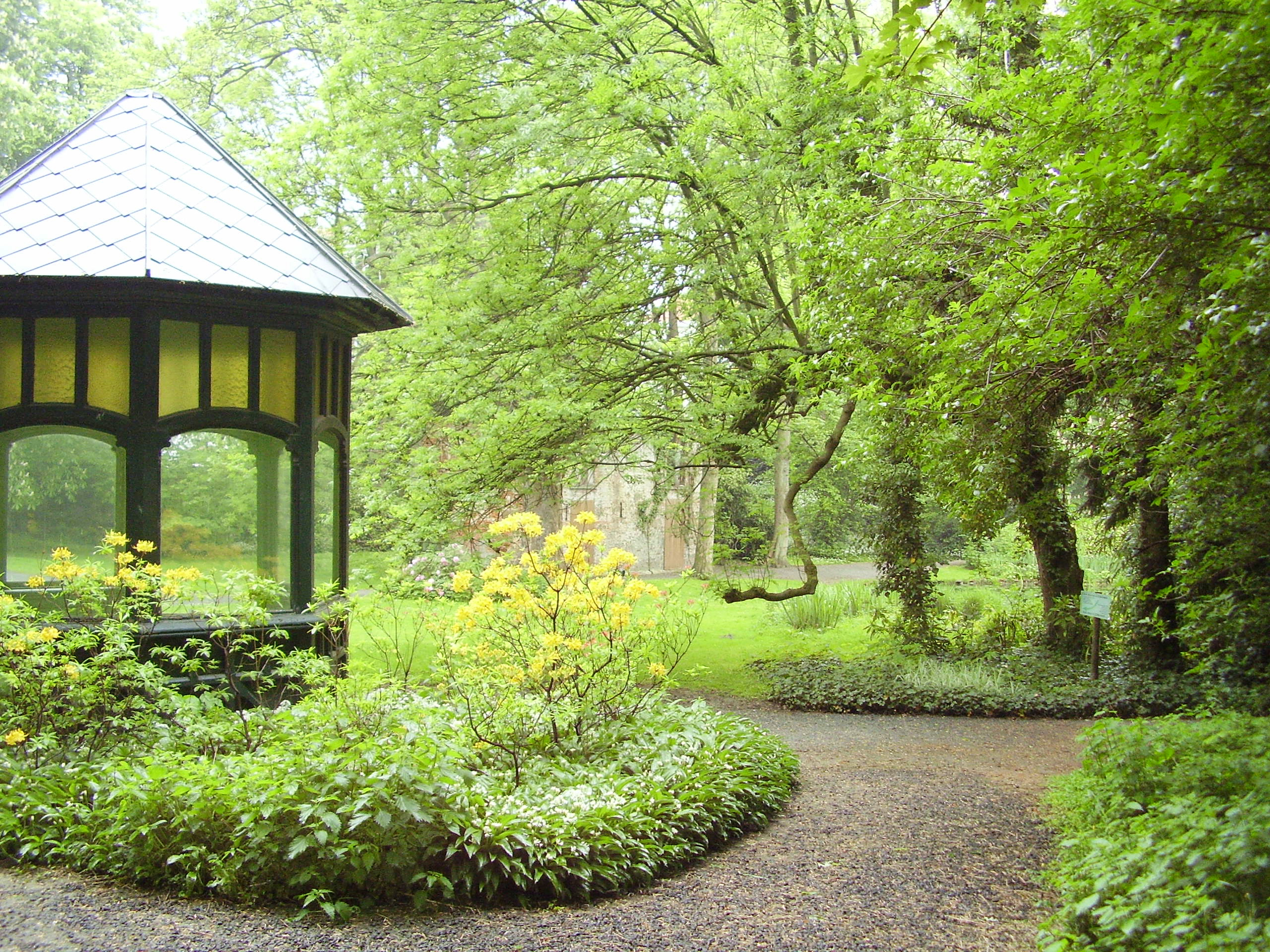
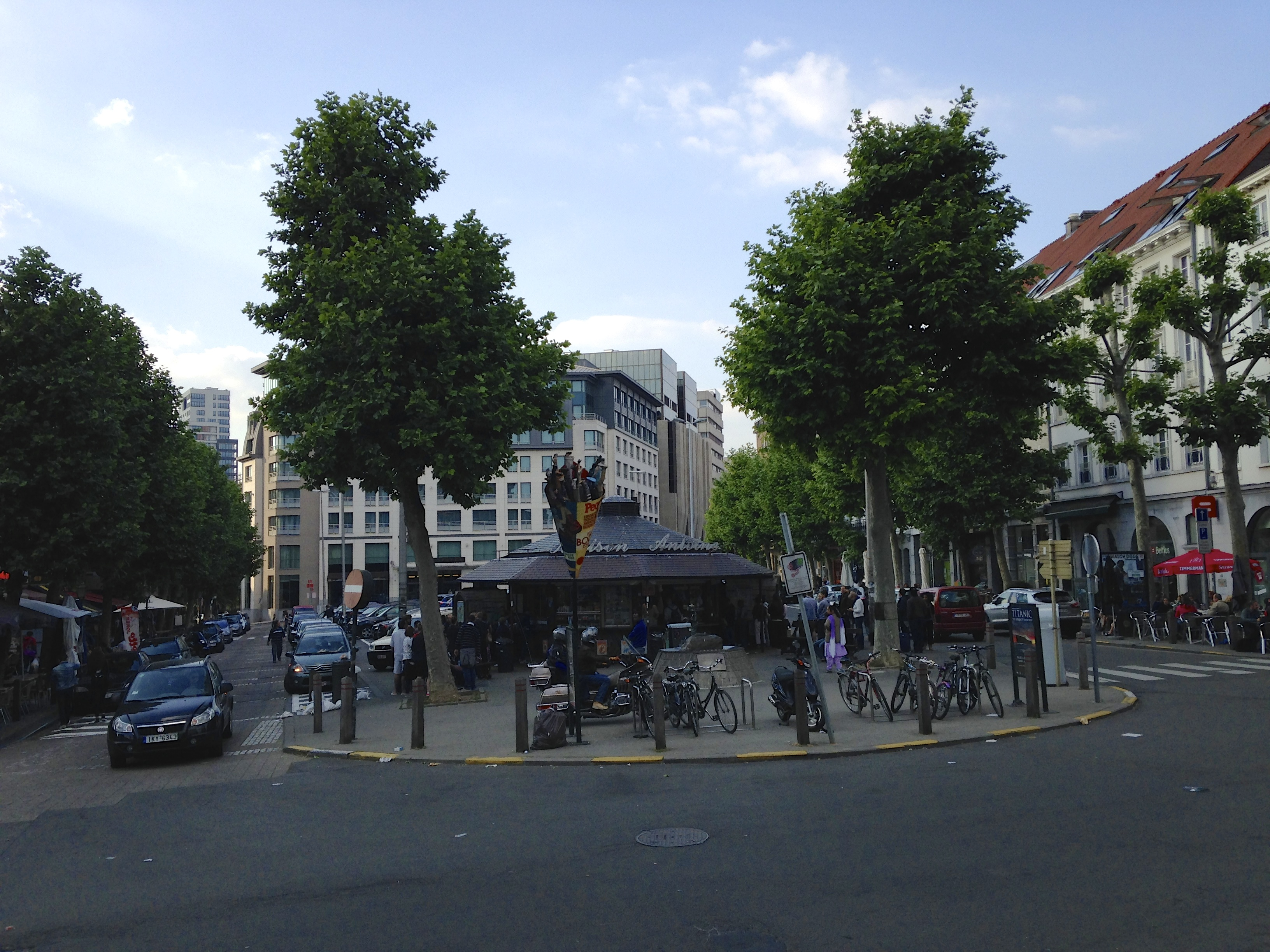
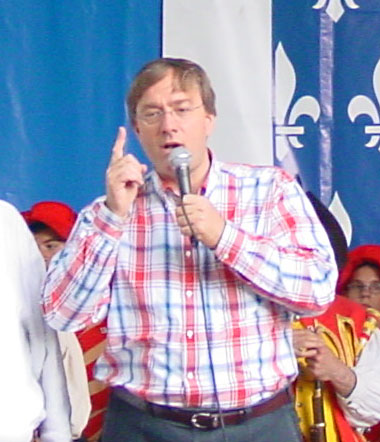